# Манастир Клисина
Манастир Клисина припада Епархији бихаћко-петровачкој Српске православне цркве. Налази се у селу Ништавци, 15 km јужно од Приједора, у граду Приједор, Република Српска.
Манастир је посвећен Светој великомученици Марини (Огњена Марина). Смјештен је на једном узвишењу покрај пута којим се из Приједора стиже у Сански Мост, а у близини протиче и ријека Сана. Овај манастир данас представља једно од духовних средишта вјерног српског народа на сјеверозападу Српске.

## Историја манастира
Првобитни, средњовјековни манастир, порушен је одмах послије пада Босне под Турке 1463. године, а био је посвећен Сретењу Господњем. Народно предање сачувало је успомену на порушени манастир самим именом Клисина, које долази од грчке ријечи „еклисија“ (грч. εκκλησία) — црква.

### Турско доба
Може се закључити да у Клисини монашки живот није трајао дуго након оснивања манастира. У наредним временима само се препричавало да је ту био манастир и да су га Турци спалили, а калуђере протјерали. Црква је послије обнављана у дрвету, толико да се у њој могло вршити богослужење недјељом и празницима.

### Усташки злочин
Дрвено здање је служило као парохијска црква све до 1941. године, кад су је усташе запалиле. Тада су мјештани села Ништавци звоно потопили у ријеку Сану да би га сачували за боља времена. Одмах послије рата на рушевинама цркве подигнута су четири стуба и на њих је окачено звоно, па се ту за велике празнике вршило богослужење. Људи су се окупљали за Сретење, Духове и Огњену Марину (30. јули).
Темељи мале дрвене цркве из турског периода пронађени су приликом копања темеља за садашњи манастирски храм, а пронађени су и гробови у самом храму и око храма.

## Поновна изградња
Манастир Клисина је саграђен на старом манастиришту. Црква манастира је подигнута на темељима старе, од усташа запаљене и порушене цркве 1941.

### Иницијатива
Почетком деведесетих година прошлог вијека отац Петар Миловац, протојереј и парох оштролучки, покренуо је иницијативу за поновну изградњу цркве. Тада је било замишљено да се направи једна мала, скромна црквица која би задовољила потребе парохије. Године 1991. на трон Епархије бихаћко-петровачке дошао је преосвећени владика Хризостом. Његовим залагањем реализује се идеја изградње цркве, али знатно веће од замишљене.

### Изградња цркве
Црква је саграђена и освештана 1991 – 1993. године, када је на овим просторима већ увелико бјеснио нови крвави рат. Владика Хризостом је на проповиједи често слушао приче мјештана да је овдје био манастир и да би га требало обновити. Он је послије нашао и историјски, писани податак који је потврђивао ту чињеницу.

### Изградња конака
Приликом освећења нове цркве, 1993. године, епископ и присутни народ изразили су жељу да се уз новоподигнути храм подигне конак и да се прогласи манастиром.
Одлуком епископа, а на задовољство свег православног народа овог краја, 1994. године темељи за конак су освећени, те је почела њихова изградња и обнова манастира. Нажалост, линија ратних дејстава све више се приближавала Клисини, па су радови на самом почетку одмах и заустављени. Највећи дио епархије потпао је под власт Федерације Босне и Херцеговине, а један дио и под хрватску власт, па је владика био принуђен да напусти ово подручје и привремено се склони.
По окончању ратних дејстава опет се кренуло у обнову манастира. Радови су настављени 1996. године, али су због недостатка новчаних средстава конаци били употребљиви тек у јесен 2000. године. Тада је у манастир дошао отац Василије Рожић и монах Данило Иваниш и монашки живот је обновљен.

## Проглашење манастира
Проглашење манастира учињено је 1. јануара 1998. године. Том приликом Епископ Хризостом прогласио је манастир Клисину као Светомаринску Општежитељну Обитељ. Ускоро послије овога, замонашен је и први монах манастира Клисине, 2000. године, а освећење манастирског конака извршено је 2001. године.

## Опис манастира и даљи планови
Манастирска црква је посвећена светој Огњеној Марији. Мошти лијеве руке ове светитељице чувају се у манастиру светог Николе на Озрену, а десна рука се налази у манастиру Ватопед на Светој гори. Мада доста скромна једнобродна базилика, ово је веома лијепа црква у чијој се архитектури осјећа утицај више стилова. Фасада цркве је обојена жутом бојом са назначеним луковима у византијском стилу, који су окречени у бијело. Звоник је доста висок и раскошно је изведен, слично звоницима руских цркава. У цркви нема живописа, али тај недостатак надопуњује врло богат иконостас и полијелеј.
Ускоро ће високе зидине уоквирити цркву и конак, па ће тако, бар што се тиче грађевинских захтјева, манастир бити употпуњен.